# 이니고 오르티스 데 레테스
이니고 오르티스 데 레테스(Yñigo Ortiz de Retez)는 바스크인 출신의 16세기 스페인 해양 탐험가로, 태평양–멜라네시아에 위치한 뉴기니섬 북부 해안을 항해했으며, 이 섬에 현재의 이름(라틴어: Nova Guinea; 스페인어: Nueva Guinea)을 부여한 것으로 알려져 있다.

## 생애

### 초기 생애
이니고 오르티스 데 레테스는 16세기 초 아라바도, 레테스 데 얀테노에서 이달고 가문에서 태어났다. 그에 대한 첫 기록은 1538년 페드로 데 알바라도의 과테말라와 온두라스 총독직을 맡기 위한 원정대의 일원으로 나타난다. 그는 알바라도가 이끌었던 1541년 믹스톤 전쟁 중 노치스틀란 포위 공격을 완화하기 위한 원정에 참여했다.

### 비야로보스 탐험대

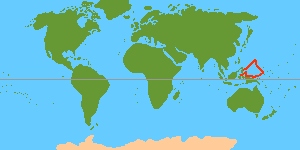
레테스의 원정

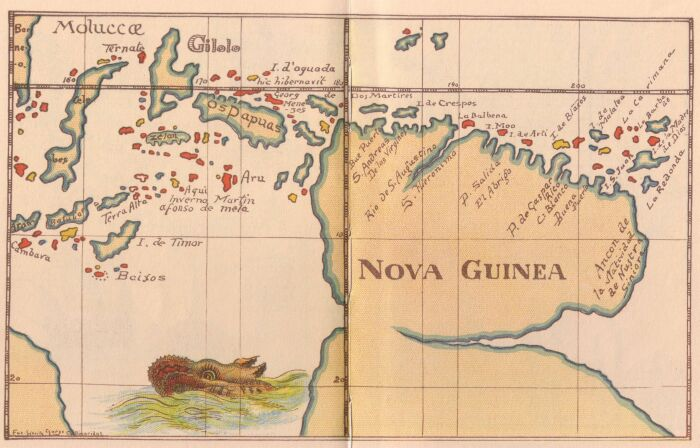
뉴기니 지도 (1600)

1542년, 그는 루이 로페스 데 비야로보스의 서인도 제도(필리핀) 원정대에 임명되었다. 1543년 2월 민다나오섬에 도착하자마자 오르티스 데 레테스는 마에스트레 데 캄포로 승진했다.
1543년 베르나르도 데 라 토레가 북쪽 경로를 따라 멕시코로 돌아가려는 시도가 실패한 후, 로페스 데 비야로보스는 오르티스 데 레테스에게 같은 임무를 맡겼지만 남쪽으로 향하도록 했다. 1545년 5월 16일, 오르티스 데 레테스는 산 후안 데 레트란호를 지휘하여 스페인의 말루쿠 제도 요새인 티도레섬 항구를 떠나 탈라우드 제도와 스하우텐 제도를 경유하여 뉴기니 북부 해안에 도착했다. 그는 8월 말까지 해안을 따라 항해하다가 남위 5도에 이르러 역풍과 조류로 인해 티도레로 돌아가야 했고, 1545년 10월 5일에 도착했다. 뉴기니 북부 해안과 파다이도 제도, 스하우텐 제도 (파푸아뉴기니), 니니고 제도, 카니에트 제도 및 헤르미트 제도를 따라 많은 섬들이 발견되고 처음으로 지도에 표시되었으며, 그 중 일부에는 스페인 이름이 부여되었다.
1545년 6월 20일, 맘베라모강 어귀(산 아구스틴으로 지도에 표시됨)에서 그는 스페인 왕국을 위해 이 땅을 점유했으며, 이 과정에서 섬에 오늘날 알려진 이름을 부여했다. 그는 현지 주민들이 서아프리카 기니 해안의 사람들과 유사하다고 추정하여 이 섬을 누에바 기니 또는 노바 기니라고 불렀다.

뉴기니에서의 스페인 활동.

레테스의 항해에 대한 주요 자료는 비야로보스 탐험대의 일원이었던 가르시아 데 에스칼란테 알바라도의 기록으로, 그는 스페인으로 돌아온 후 누에바에스파냐의 총독 안토니오 데 멘도사에게 보낸 연대기를 작성했다.
오르티스 데 레테스는 나중에 말루쿠 제도에서 포르투갈인들에게 비야로보스 탐험대의 남은 대원들과 함께 투옥되었다. 에스칼란테에 따르면, 그는 1548년에 포르투갈인들에 의해 송환된 117명 중 한 명이었다.